# Стаффорд, Томас, 3-й граф Стаффорд
Томас де Стаффорд  (англ. Thomas de Stafford; ок. 1368 — 4 июля 1392) — 4-й барон Стаффорд, 4-й барон Одли и 3-й граф Стаффорд с 1386 года, 2-й сын Хьюго де Стаффорда, 2-го графа Стаффорда, и Филиппы де Бошан.

## Биография
Томас родился около 1368 года в родовом замке Стаффорд. С детства он входил в окружение короля Англии Ричарда II.
В 1386 году умер его отец. Поскольку старший брат Томаса, Ральф, погиб раньше отца, не оставив наследников, то все владения и титулы отца унаследовал именно Томас.
В составе армии, которой командовал дядя короля — Томас Вудсток, герцог Глостер, на дочери которого молодой граф Стаффорд был женат, он участвовал в военном походе во Францию.
Томас умер 4 июля 1392 года в Вестминстере. Поскольку детей у него не было, наследовал ему следующий брат, Уильям.

## Брак
Жена: с ок. 1390 Анна Глостер (апрель 1383 — 16 октября 1438), дочь Томаса Вудстока, герцога Глостер, и Элеоноры де Богун. Детей не было.
После смерти мужа вышла замуж за Эдмунда Стаффорда, младшего брата Томаса.